# Hypertrophy
Hypertrophy war ein Dance-Projekt der beiden DJs Stefan Heinemann und Thorsten Kaiser, alias DJ Thoka. Ende der 1990er Jahre konnten die beiden unter diesem Namen einige Singleerfolge in den deutschen, französischen, britischen und auch US-amerikanischen Charts platzieren.

## Anfänge
Beide lernten sich Anfang der 1990er Jahre in einer Duisburger Diskothek kennen, als Kaiser dort als DJ angestellt war. Sie fingen mit einem Keyboard, einer Gitarre und einem Kassettenrekorder an, Musik zu produzieren. Im Jahr 1993 kauften sie sich ein Tonstudio und begannen unter Kaisers Künstlernamen DJ Thoka Musikstücke zu veröffentlichen. Nach anfänglichen Erfolgen veröffentlichten sie 1995 unter dem Namen Hypertrophy die erste eigene Produktion mit dem Titel "4 the world E.P.", womit allerdings keine nennenswerten Erfolge gefeiert werden konnten. Im Jahr 1997 veröffentlichten sie die Single "Just Come Back To Me" und stiegen in den Charts verschiedener Länder ein. In England, Italien, Spanien, Benelux und besonders in Frankreich, wo man Platz eins der Dance Charts erreichte, konnte man Erfolge feiern. Auch die Single "Beautiful Day", die im selben Jahr veröffentlicht wurde, konnte Erfolge vorweisen. Mit dieser Single konnte man auch in die US-amerikanischen Charts einsteigen, wo man Platz 2 erreichte. Ein Jahr später konnte mit "Eternal Flames" die dritte Single in den Charts platziert werden. Im Jahr 1999 wurde die vorerst letzte Single "Pullover" veröffentlicht. Bis 2005 war es seitdem ruhig um die Dance Formation, bis in diesem Jahr ein Remake der ersten eigenen Single unter dem Namen "Just come back 2 me 2005" veröffentlicht wurde. Beide Produzenten haben noch zig andere Musikthemen erfolgreich international veröffentlicht.